# 龍海院 (岡崎市)
龍海院（りゅうかいいん）は、愛知県岡崎市明大寺町にある曹洞宗の寺院。

## 概要
享禄3年（1530年）6月、模外惟俊を開山として松平清康が創建した。通称「是之字寺（ぜのじでら）」。清康が20歳の時、左手に「是の字」を握る夢を見、これを模外和尚に占わせたところ「これは吉兆、『是の字』を握るは天下をとることなり」と答えたという逸話がある（「是」を分解すると「日下人」と読める）。喜んだ清康は模外のために本寺を建立したと言われている。
天正18年（1590年）に徳川家康が関東に移封されると、本国の留守居を任されていた酒井重忠は武蔵川越に1万石の所領を与えられた。新たに三河国岡崎城主となった田中吉政によって破却されたが、慶長6年（1601年）に本多康重が城主となると再建された。慶長8年（1603年）9月11日付で家康から朱印状を拝領する。
1945年（昭和20年）7月19日から20日にかけての岡崎空襲により焼失した。
1970年（昭和45年）5月、RIA建築綜合研究所（現在のアール・アイ・エー）の山口文象の設計により、鉄筋コンクリート構造の本堂、社務所の建築工事が着工。工費は約7,000万円。翌1971年（昭和46年）に全天光照明の三角屋根の本堂が完成した。

## ギャラリー

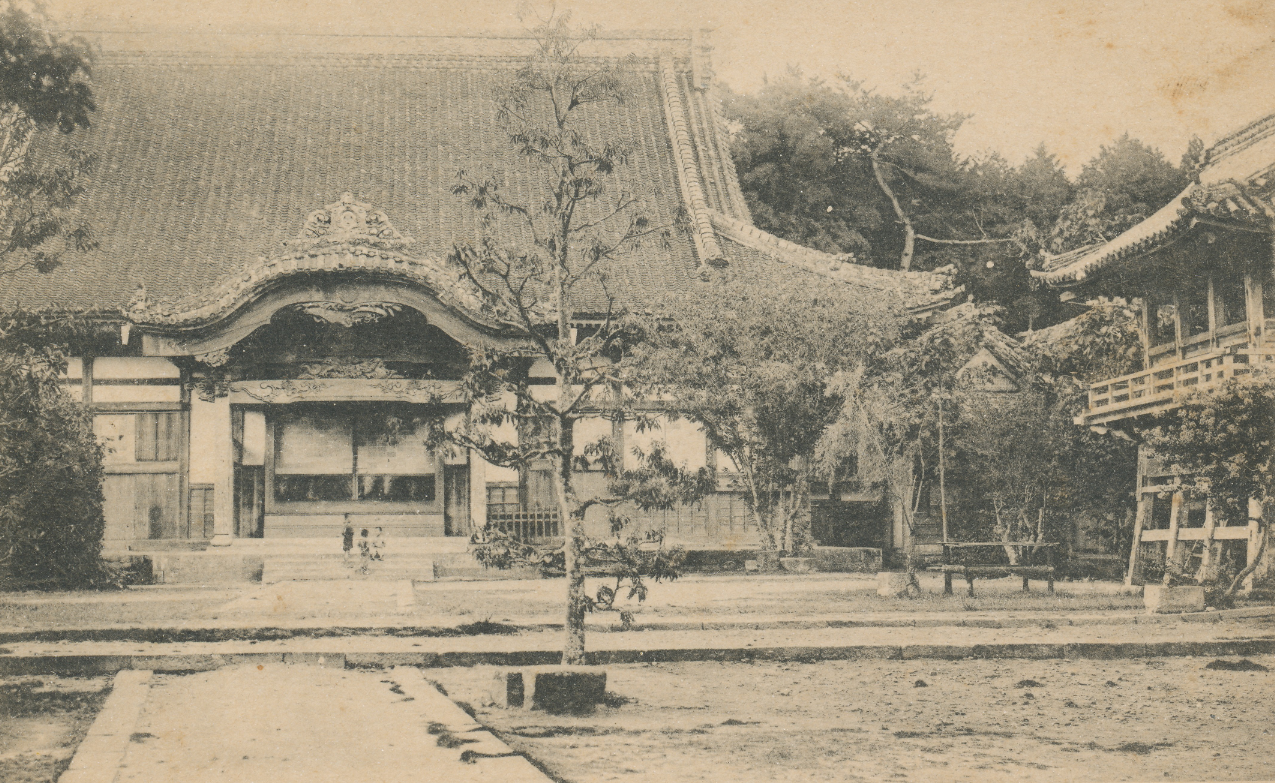
明治末～大正期の本堂
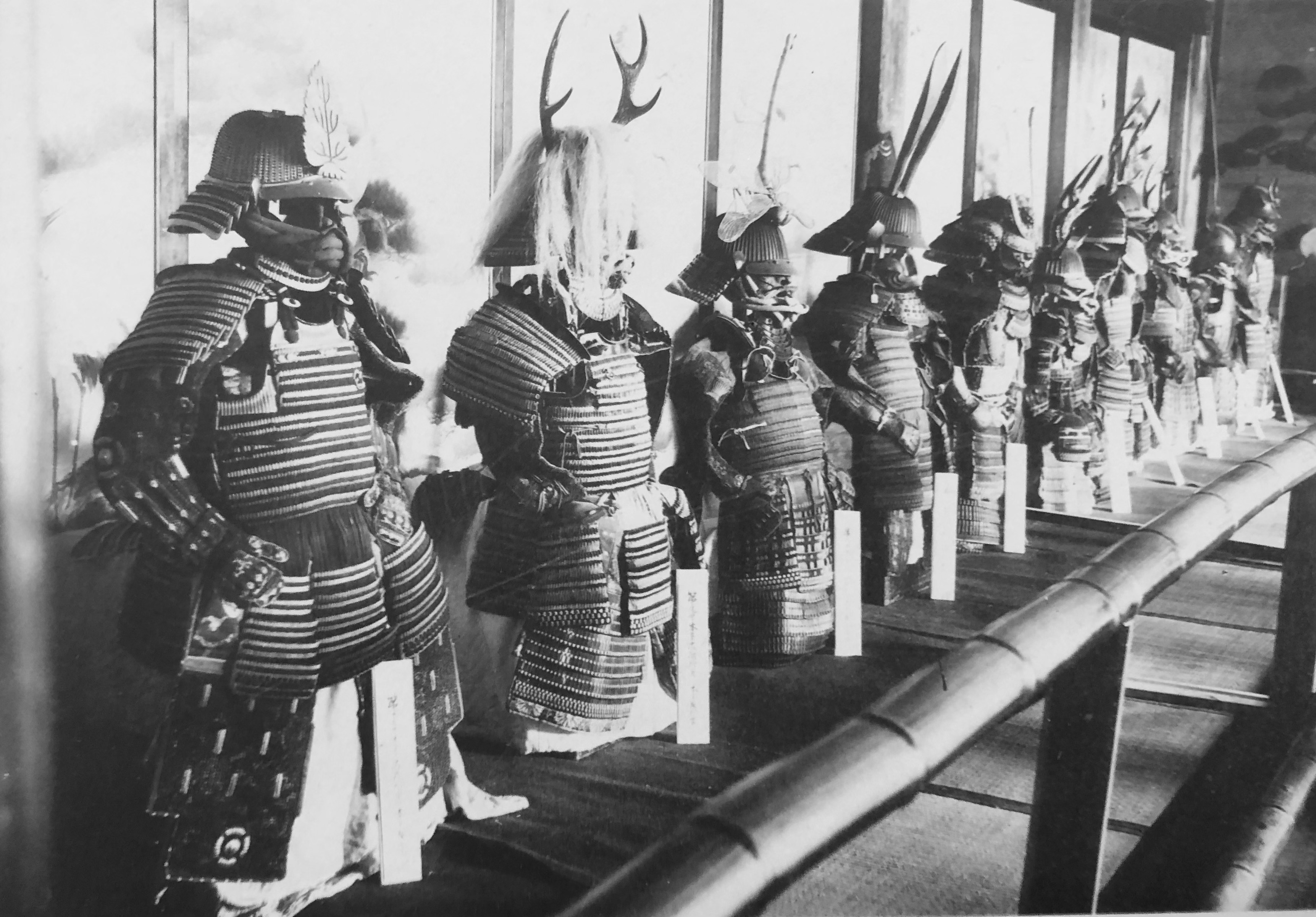
「家康忠勝両公三百年祭」の開催期間中（1915年（大正4年）4月）、龍海院にて武将たちの甲冑や具足の実物展覧会が行われた[7]。
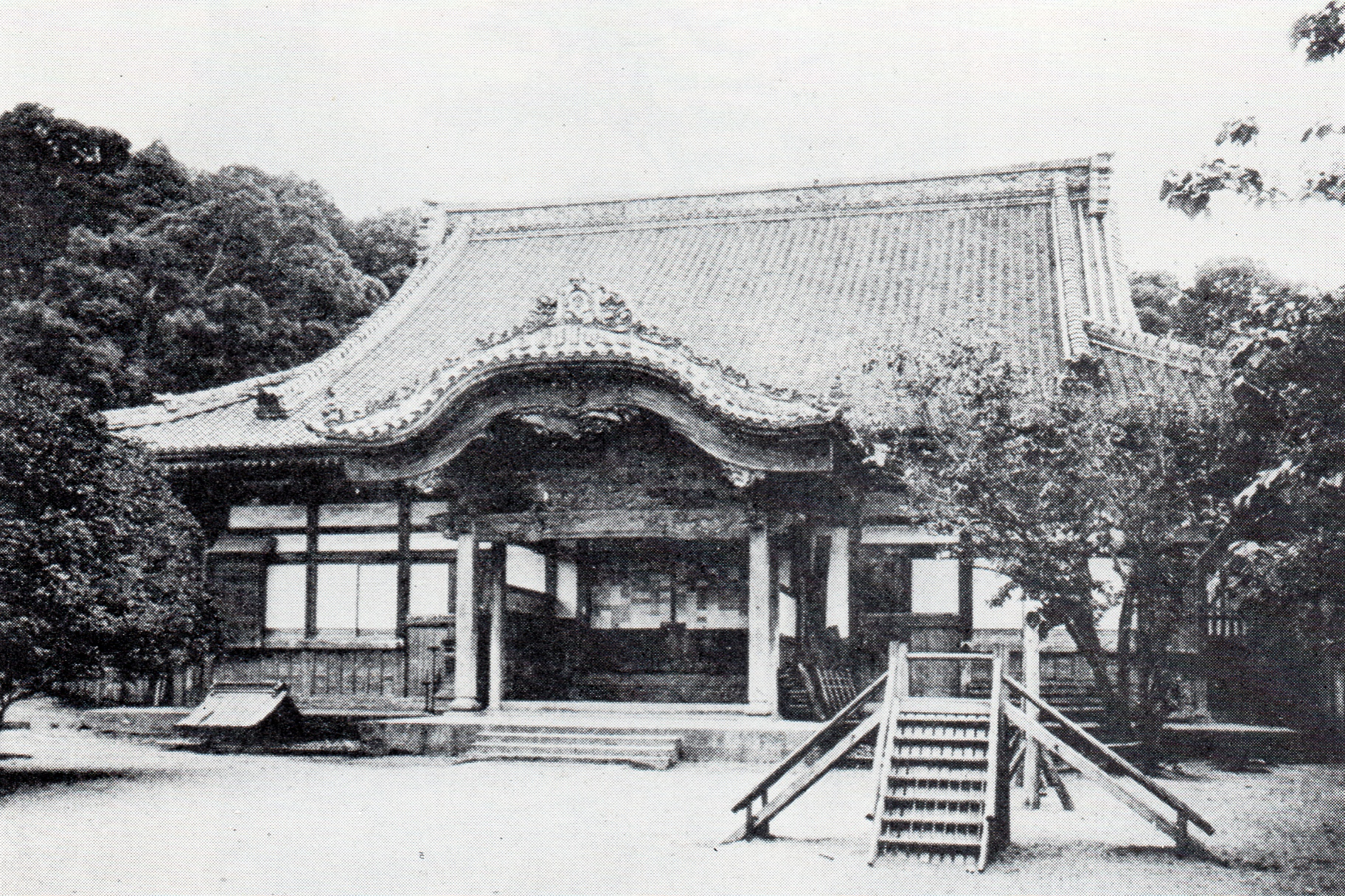
本堂付近に遊具が設置されるが、寺は岡崎空襲により焼失した。
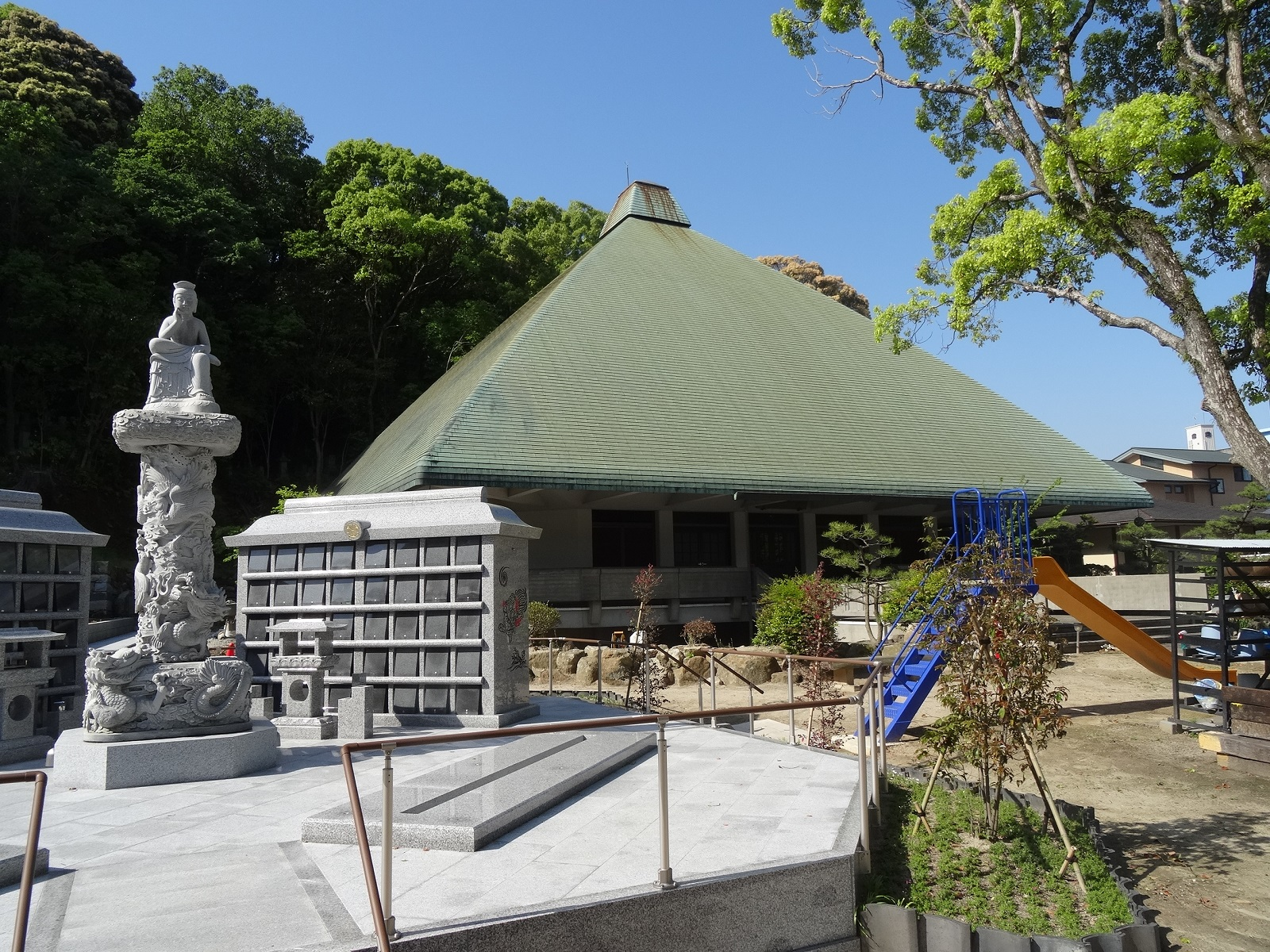
1970年（昭和45年）に再建された本堂
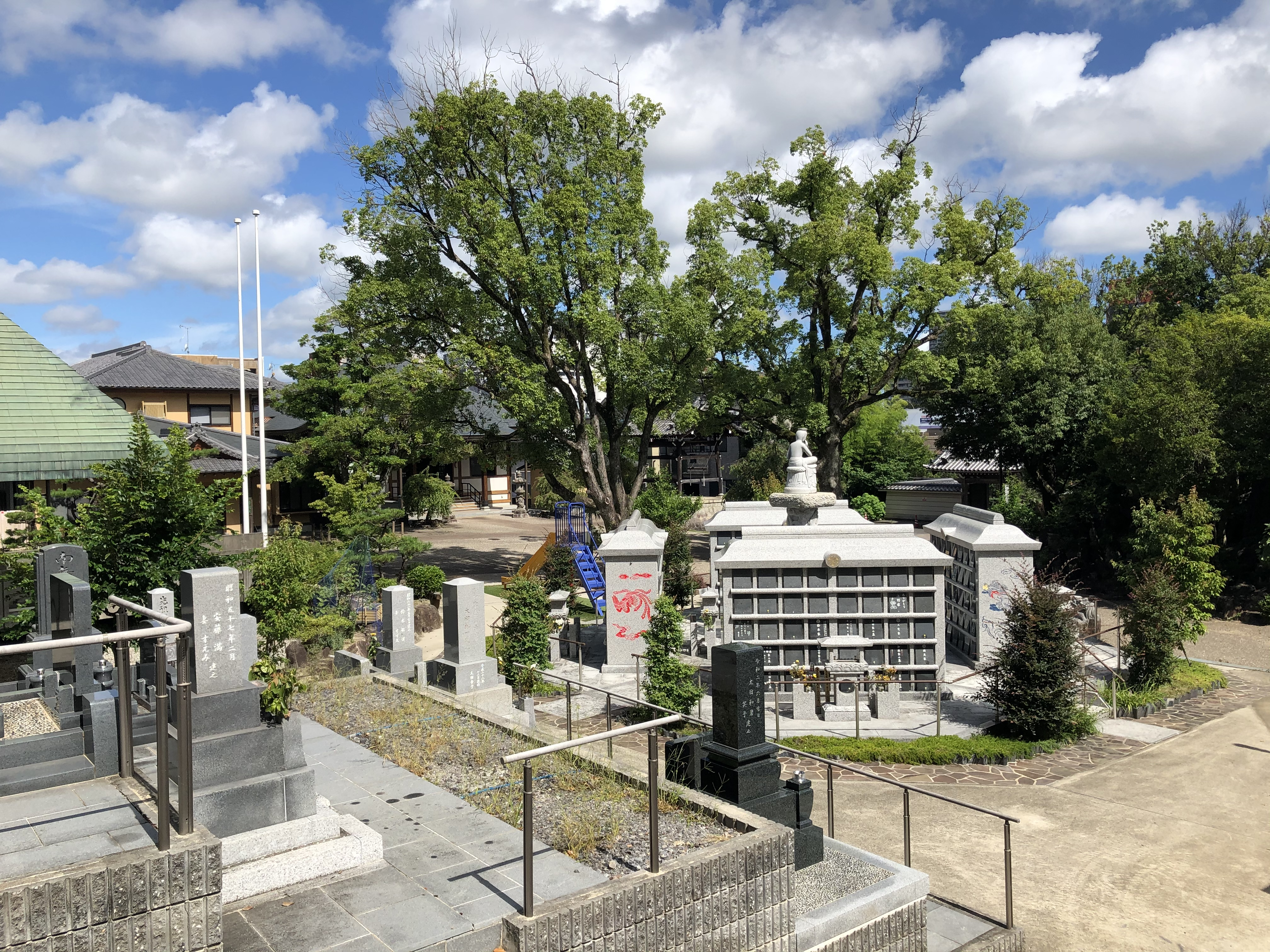
境内

## 札所
- 三河三十三観音霊場 第7番

## 交通手段
- 名鉄名古屋本線 東岡崎駅下車、駅南口から徒歩で約3分。